# Diane Neal
Diane Neal (Alexandria, Virginia; 17 de noviembre de 1976) es una actriz y modelo estadounidense, conocida por interpretar a la asistente de fiscal Casey Novak en la serie Law & Order: Special Victims Unit. 
Antes de integrarse al elenco principal del programa Law and Order: SVU, había aparecido como invitada en el episodio «Ridicule», en el papel de Amelia Chase.

## Biografía

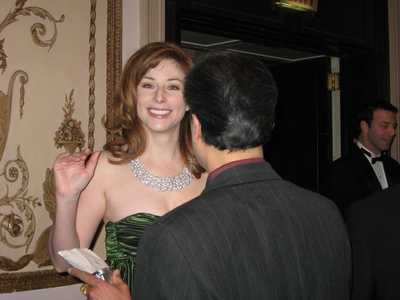
Diane Neal en el G'Day USA 2008 Event en Nueva York

Siendo ella niña, su familia se mudó a Littleton, Colorado, cuando su padre fue nombrado fiscal federal de la ciudad de Denver. Diane es la menor de tres hermanas.
Concurrió a la universidad donde comenzó a estudiar medicina, pero abandonó para dedicarse a ser modelo y poder así viajar por el mundo; trabajando para firmas como Shiseido y Ponds.
En 1999, tras abandonar el modelaje, realizó un curso de arqueología en Egipto e Israel.
De vuelta en New York, realizó un curso de actuación en el Atlantic Theater Company Acting School.
Debutó en televisión en un episodio de la serie "Ed" en 2001. Luego fue artista invitada en las series "The American Embassy" (2002), "Hack" (2002) y "Law & Order: Trial by Jury" (2005). Recientemente participó como invitada en un episodio de la serie "30 Rock" (2009).
Diane es conocida por su interpretación de la Ayudante de Fiscal de Distrito Casey Novak, en la popular "Ley y orden: Unidad de víctimas especiales", en la que participó entre 2001 y 2008.
En la gran pantalla, Diane tuvo actuaciones en algunas películas para televisión o estrenadas directamente en video como "Second Born" (2003), "Dracula II Ascension" (2003), "Dracula III Legacy" (2005) o "My Fake Fiance" (2009).
También participó como actriz invitada en seis episodios de la serie Navy: Investigación Criminal y en tres de su spin-off NCIS: Los Angeles interpretando a "Abigail Borin", jefa de un equipo del CGIS (Servicio de Investigación de la Guardia Costera).
Sus últimos trabajos son en las películas aún no estrenadas "Dirty Movie", dirigida y protagonizada por su compañero de "Ley y orden: Unidad de víctimas especiales", Christopher Meloni, y la comedia que la tiene como protagonista, "Snatched".
Diane se casó en 2005 con el ingeniero y exmodelo irlandés Marcus Fitzgerald.

## Filmografía

### Cine
| Año  | Título                              | Personaje                       | Notas                 |
| ---- | ----------------------------------- | ------------------------------- | --------------------- |
| 2002 | Asterix & Obelix: Mission Cleopatra | Cleopatra                       | Voz (versión inglesa) |
| 2003 | Dracula II: Ascension               | Elizabeth Blaine                | Vídeo                 |
| 2003 | Second Born                         | Natasha                         |                       |
| 2005 | Dracula III: Legacy                 | Elizabeth Blaine                | Vídeo                 |
| 2007 | BelzerVizion                        | Dr. Ryan                        | Corto                 |
| 2011 | Dirty Movie                         | Nancy                           |                       |
| 2013 | Newlyweeds                          | Manny                           |                       |
| 2013 | Mr. Jones                           | La erudita                      |                       |
| 2013 | Santorini Blue                      | Florista—"Flowers of the World" |                       |
| 2014 | After                               | Kat                             |                       |
| 2014 | A Warden's Ransom                   | Warden Samantha Brandt          |                       |
| 2015 | The Emissary                        | Christine                       | Corto                 |
| 2021 | Circle of Deception                 | Peggy Sue Thomas                |                       |

### Televisión
| Año       | Título                            | Personaje                          | Notas |
| --------- | --------------------------------- | ---------------------------------- | --- |
| 2001      | Ed                                | Vanessa                            | "Loyalties" |
| 2001      | Fling                             | Prudence Fisher                    | "At the End of the Day" |
| 2001      | Law & Order: Special Victims Unit | Casey Novak                        | "Ridicule" |
| 2002      | The American Embassy              | Molly                              | "Pilot" |
| 2002      | Hack                              | Patricia Bennet                    | "Husbands and Wives" |
| 2003      | Future Tense                      |                                    | Película de televisión |
| 2003–2012 | Law & Order: Special Victims Unit | A.D.A. Casey Novak                 | Principal 2003-2008. Recurrente 2011-2012 |
| 2005      | Law & Order: Trial by Jury        | A.D.A. Casey Novak                 | "Day" |
| 2008      | 30 Rock                           | Erin                               | "Reunion" |
| 2009      | My Fake Fiancé                    | Bonnie                             | Película de televisión |
| 2010      | White Collar                      | Kimberly Rice                      | "Front Man" |
| 2010–2014 | NCIS                              | Agente especial CGIS Abigail Borin | Recurrente. (T7–12). Episodios: "Jurisdiction", "Ships in the Night", "Safe Harbor", "Lost at Sea", "Oil & Water", "The San Dominick", "The Namesake" |
| 2012      | A Gifted Man                      | Fiscal Kim Fletcher                | "In Case of Complications" |
| 2012–2014 | Suits                             | Allison Holt                       | Episodios: "Break Point", "Blood in the Water", "Rewind", "No Way Out"                                                                                |
| 2013      | Captain Blackout                  | Daphne                             | Película de televisión |
| 2013      | This Magic Moment                 | Helena Harris                      | Película de televisión |
| 2014      | Power                             | Cynthia Sheridan                   | Recurrente |
| 2015      | NCIS: New Orleans                 | Agente especial CGIS Abigail Borin | Episodios: "The Abyss", "The Walking Dead", "Rock-a-Bye Baby"                                                                                         |
| 2015      | The Following                     | Lisa Campbell                      | Episodios: "Demons", "A Simple Trade", "Dead or Alive", "The Reckoning"                                                                               |
| 2015      | Blue Bloods                       | Kelly Blake                        | "Hold Outs" |

### Web Series
- Black20's online webisode net_work playing a cameo role in "Space Emergency" (episodes 1 & 2) March 2008